# اتحادیه جیکارگاچا
اتحادیه جیکارگاچا (به لاتین: Jhikargacha Union) یک منطقهٔ مسکونی در بنگلادش است که در Jhikargacha Upazila (Riaj Ahmed Shuvo) واقع شده‌است.
 اتحادیه جیکارگاچا ۶۹٫۳۶ کیلومتر مربع مساحت و ۲۷٬۶۲۳ نفر جمعیت دارد.